# Pasaporte francés
El pasaporte francés (en francés, Passeport français) es el documento oficial, emitido por los Gobiernos Civiles de Francia, que identifica al nacional francés ante las autoridades de otros países, permitiendo la anotación de entrada y salida a través de puertos, aeropuertos y vías de acceso internacionales. Permite también contener los visados de autorización de entrada. Los ciudadanos franceses pueden usar, además, sus documentos de identidad para ingresar a los países signatarios del Acuerdo de Schengen.

## Apariencia física
Los pasaportes franceses comparten el diseño de los pasaportes de la Unión Europea, pero son de colores burdeos, y no borgoña como es el estándar. La portada está ilustrada con el Emblema nacional de Francia al centro. La palabra "Pasaporte" en francés, está inscrita debajo del emblema, mientras que las palabras "Unión Europea" y "República Francesa" en francés respectivamente, están arriba.

### Página de datos personales
1. Fotografía del portador (Requisitos: 3,5 x 4,5 cm de tamaño, la cara visible de frente, el fondo uniforme, reciente)
2. Tipo (P)
3. País emisor (FRA)
4. Pasaporte n.º
5. Apellido
6. Nombres propios
7. Nacionalidad (Française)
8. Fecha de nacimiento
9. Sexo
10. Lugar de nacimiento
11. Fecha de emisión
12. Válido hasta
13. Autoridad
14. Firma del portador
15. Peso
16. Color de ojos
17. Dirección

### Idiomas
La página de datos personales está en francés y en inglés con la traducción de los campos en otros idiomas de la Unión Europea.

## Visados
En 2022, los franceses tenían acceso sin visa o con visa a la llegada a 188 estados y territorios, lo que sitúa al pasaporte francés en la quinta posición mundial en el Índice de restricciones de Visa.

Francia
Espacio Schengen (no se requieren documentos)
Se requiere cédula de identidad al menos
No se requiere visa
Visa a la llegada
Se requiere AEV (Autorización Electrónica de Viaje)
Se requiere visa otorgada antes de la llegada